# The toten Crackhuren im Kofferraum
The toten Crackhuren im Kofferraum (abgekürzt The T.C.H.I.K. oder T.C.I.K.) sind eine Berliner Pop-Punk-/Electroclash-Band. Die Bandmitglieder treten unter den Phantasienamen Netja Triebeltäter, Luise „Lulu“ Fuckface, Stehfanje Fuckface, Kristeenager, Doreen K. Bieberface/Doreen Nr. 19, Tanna Biertier, Lynn Love und Ilay auf.

## Geschichte
Gründungsmitglieder der Ende November 2005 in Berlin gegründeten Band sind Luise Fuckface, Schrüppe McIntosh und Lynn Love. Ende 2009 trennte und distanzierte sich Schrüppe McIntosh von dem Projekt. Die Band tritt mit bis zu drei Sängerinnen, einer variablen Anzahl von Tänzerinnen und mehreren Männern als Begleitmusikern im Hintergrund auf.
In den Anfängen bekam die Band geschäftliche Unterstützung von Frontpage-Gründer Jürgen Laarmann, von dem sie sich aber nach Streitigkeiten über die Inhalte des Vertrags nach kurzer Zeit trennte. Mithilfe von Laarmann als vorläufigem Manager erhielt die Gruppe erste Auftritte im Fetisch-Musikclub KitKatClub, in dem zudem ein Meeting mit Manager Jürgen Laarmann zur Besprechung der Vertragsbedingungen stattfand, im Tresor, im White Trash Club und in besetzten Häusern der autonomen Szene. Im Tresor Club traten die Crackhuren neben WestBam auf. Über ihre Myspace-Seite im Internet nahm Archi Alert, der Sänger der Punk-Rock-Band Terrorgruppe, mit den Crackhuren Kontakt auf, woraufhin Archi Alert der Manager der Combo wurde, der hilfreiche Tipps gab in Bezug auf das Schreiben sowie Produzieren von Songs und das Warmsingen vor Konzerten, so dass sich die noch unbedarfte Band The toten Crackhuren im Kofferraum mit ihrem neuen Mentor Archi Alert professionalisieren und weiterentwickeln konnte. In diesem Zusammenhang komponierte Sängerin Luise „Lulu“ Fuckface, die keine Noten lesen kann, sondern intuitiv aus sich heraus Melodien schöpft, auf dem Computer mit dem Programm GarageBand die Songs.
The toten Crackhuren im Kofferraum waren 2008 Vorband bei der Tour von K.I.Z, stießen dort jedoch auf ein ablehnendes Publikum, das die Toten Crackhuren bespuckte, mit Gegenständen bewarf und ausbuhte. Sie sind unter anderem beim Musikfestival Rocco del Schlacko 2010 aufgetreten. Die Choreografien der Toten Crackhuren, die von den bandeigenen Tänzerinnen zur Musik auf die Bühne gebracht wurden, setzten sich aus variierten Tanz-Moves des Videoclips zum Song Macarena von Los del Río zusammen, der im Sommer 1996 weltweit ein großer Hit gewesen war.
Die Band veröffentlichte am 10. September 2010 bei Universal ihr erstes Album Jung, talentlos & gecastet mit den Singles Ich und mein Pony sowie Ronny & Clyde. Das Video zu Ich und mein Pony ist an das Video Fight for Your Right von den Beastie Boys angelehnt.

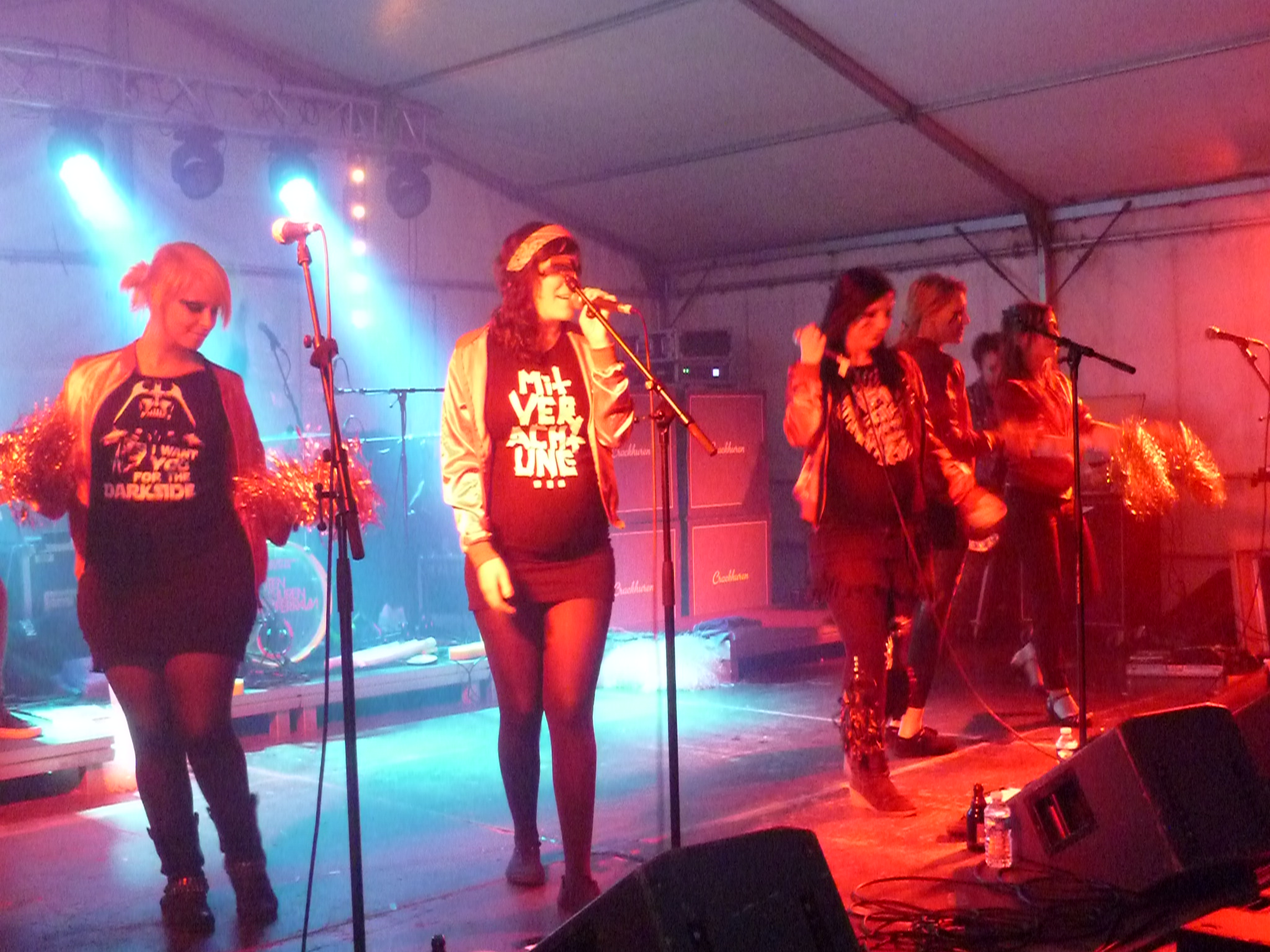
The toten Crackhuren im Kofferraum live in Neunkirchen (Saar) 2012. Stehfanje, Netja, Lulu, Doreen und Kristeenager

Die Band drehte den Kurzfilm Brandenburg 1 unter der Regie von Philipp Virus, welcher auf der Website der Band und auf YouTube veröffentlicht wurde.
Die Finanzierung des am 26. Juli 2013 veröffentlichten Albums Mama ich blute erfolgte teilweise durch die Plattform Pledgemusic. Für 10 bis 300 € konnten die Pledger CDs, eine Erwähnung in den Credits oder Zeit mit der Band erwerben. Auf dem Album Mama ich blute sind u. a. Bela B. (Die Ärzte), Saskia Lavaux (Schrottgrenze) und Jakob Häglsperger (Frittenbude) als Gäste vertreten. Die Premium Edition enthält außerdem das erste Album von Luise Fuckfaces Nebenprojekt Lulu & die Einhornfarm.
The toten Crackhuren im Kofferraum nahmen am 26. September 2013 mit dem Lied Ich brauch’ keine Wohnung für Sachsen am Bundesvision Song Contest 2013 teil und belegten den 9. Platz. Über die Teilnahme am Bundesvision Song Contest erhoffte sich Sängerin Luise „Lulu“ Fuckface in Bezug auf die Crackhuren einen verstärkten kommerziellen Erfolg, der jedoch ausblieb.
Mit ihrem 3. Studio-Album Bitchlifecrisis konnten sie im Jahr 2019 erstmals auf Platz 52 in den deutschen Album-Charts einsteigen. Nach einem Wechsel der Plattenfirma von Destiny Records zu Bakraufarita Records, bei welcher auch schon das Side-Projekt Lulu & die Einhornfarm der Front-Sängerin unter Vertrag steht, erreichte das vierte Album Gefühle, welches gefördert wurde durch die Initiative Musik, Platz 72.
Zuvor eher als Spaß-Band gesehen, enthält das vierte Album mehr Lieder mit politischem Inhalt, vor allem zum Thema Feminismus. Auch hier gibt es Features mit Annette Benjamin (Hans-A-Plast), Archi Alert (Terrorgruppe), Blond, Taby Pilgrim oder Babsi Tollwut.

## Diskografie

### Alben
- 2010: Jung, talentlos und gecastet
- 2013: Mama ich blute
- 2019: Bitchlifecrisis
- 2021: Gefühle

### EPs
- 2024: Split-EP mit Alarmsignal

### Singles
- 2010: Ich und mein Pony
- 2010: Ronny und Clyde
- 2013: Klaus
- 2013: Ich brauch’ keine Wohnung
- 2018: Jobcenterfotzen
- 2019: OK Ciao feat. Pöbel MC
- 2021: Bewerte mich
- 2021: Zurück in der Gosse/Living the dream
- 2021: Bau mir nen Schrank
- 2024: Mach sie platt!
- 2024: Sucht X
- 2024: Vampir
- 2025: Tauben